# 我々は知らない、知ることはないだろう

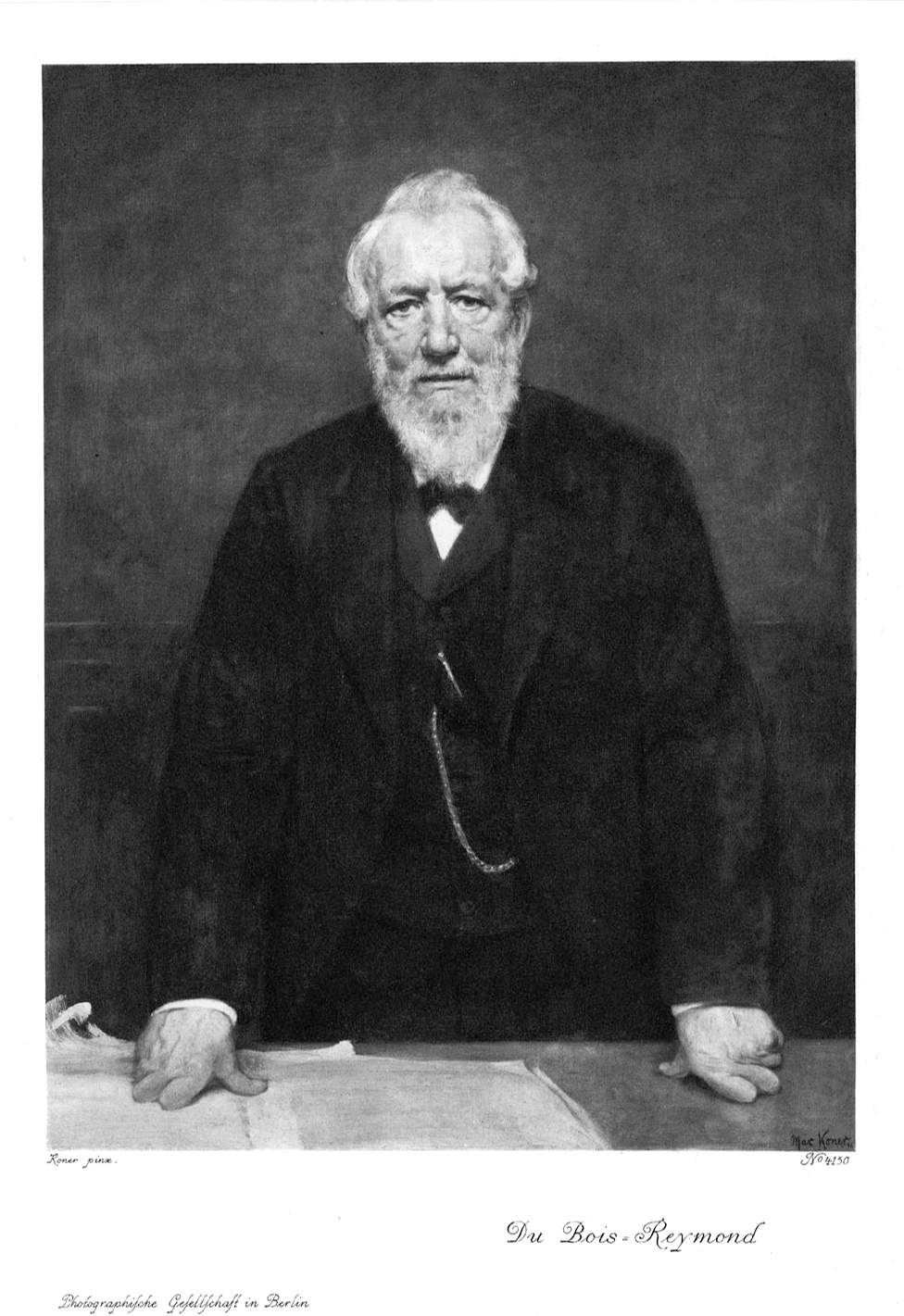
生理学者エミール・デュ・ボア＝レーモン。「我々は知らない、そして（永遠に）知ることはないだろう」と主張した。

「我々は知らない、知ることはないだろう」（われわれはしらない、しることはないだろう、ラテン語: Ignoramus et ignorabimus, イグノラムス・イグノラビムス）は、人間の認識の限界を主張したラテン語の標語。
19世紀末、ベルリン大学教授の生理学者エミール・デュ・ボア＝レーモンによって、「ある種の科学上の問題について、人間はその答えを永遠に知りえないだろう」という意味で使用された。レーモンの主張は、当時のドイツ語圏において「イグノラビムス論争」と呼ばれる議論を引き起こした。

## 語源
「イグノラムス (Ignoramus)」と「イグノラビムス (ignorabimus)」はそれぞれ、「知らない」という意味のラテン語「イグノロ (Ignoro)」の一人称複数現在形と一人称複数未来形である。この言葉は遡ると、「知識」という意味のギリシャ語「グノシ (γνωση)」に由来がある。「イグノラムス」はもともとは古英国において使用されていた法廷用語であった。16世紀末の英国の法廷において、公訴が根拠のあるものか無根拠のものか、証拠が不十分で判断できなかった場合に、当時の大陪審が取ったのがイグノラムスという立場であったと言われる。

## 概要
1880年の講演『宇宙の七つの謎』において、デュ・ボア＝レーモンは科学には大きい7つの謎があるとした。それら7つの謎のうちの4つ（下記※印）は、単に現時点において謎であるだけでなく、永久に解決不可能な問題であろうとした。
1. 物質と力の本性（※）
2. 運動の起源（※）
3. 生命の起源
4. 自然の合目的的性質・効率的性質
5. 単純な感覚的性質の起源・意識の起源（※）
6. 理性の起源、言語の起源
7. 自由意志（※）

レーモンは解決不可能な問題について説明する場合に、いくつかの場面でフランスの数学者ピエール＝シモン・ラプラスによって唱えられたラプラスの悪魔のアイデアを使用した。人間の考えうる認識の最高段階に達していると思える知性によっても理解できないことならば、我々人間が理解することは到底期待できないだろう、といった議論においてである。以下、デュ・ボア＝レーモンがラプラスの悪魔を引き合いに出した部分の一例である。
1872年の講演『自然認識の限界について』において、レーモンは講演の最後で次のように述べた。

## 反応

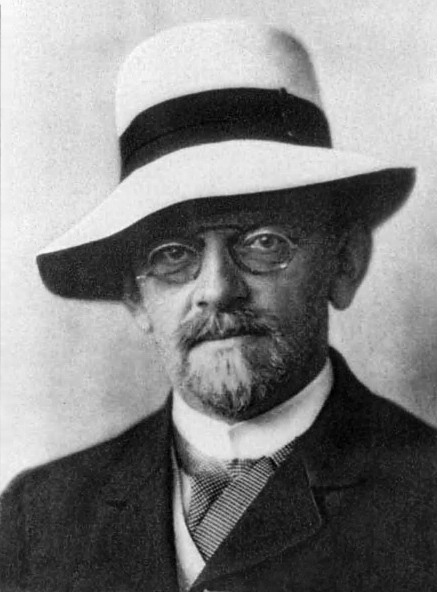
数学者ダフィット・ヒルベルト。「我々は知らねばならない、我々は知るであろう」 と応じた。

1930年、ドイツの数学者ダフィット・ヒルベルトは、ケーニヒスベルクで行われた講演『自然認識と論理』において、デュ・ボア＝レーモンの言葉を批判的に参照しつつ次のように述べた。

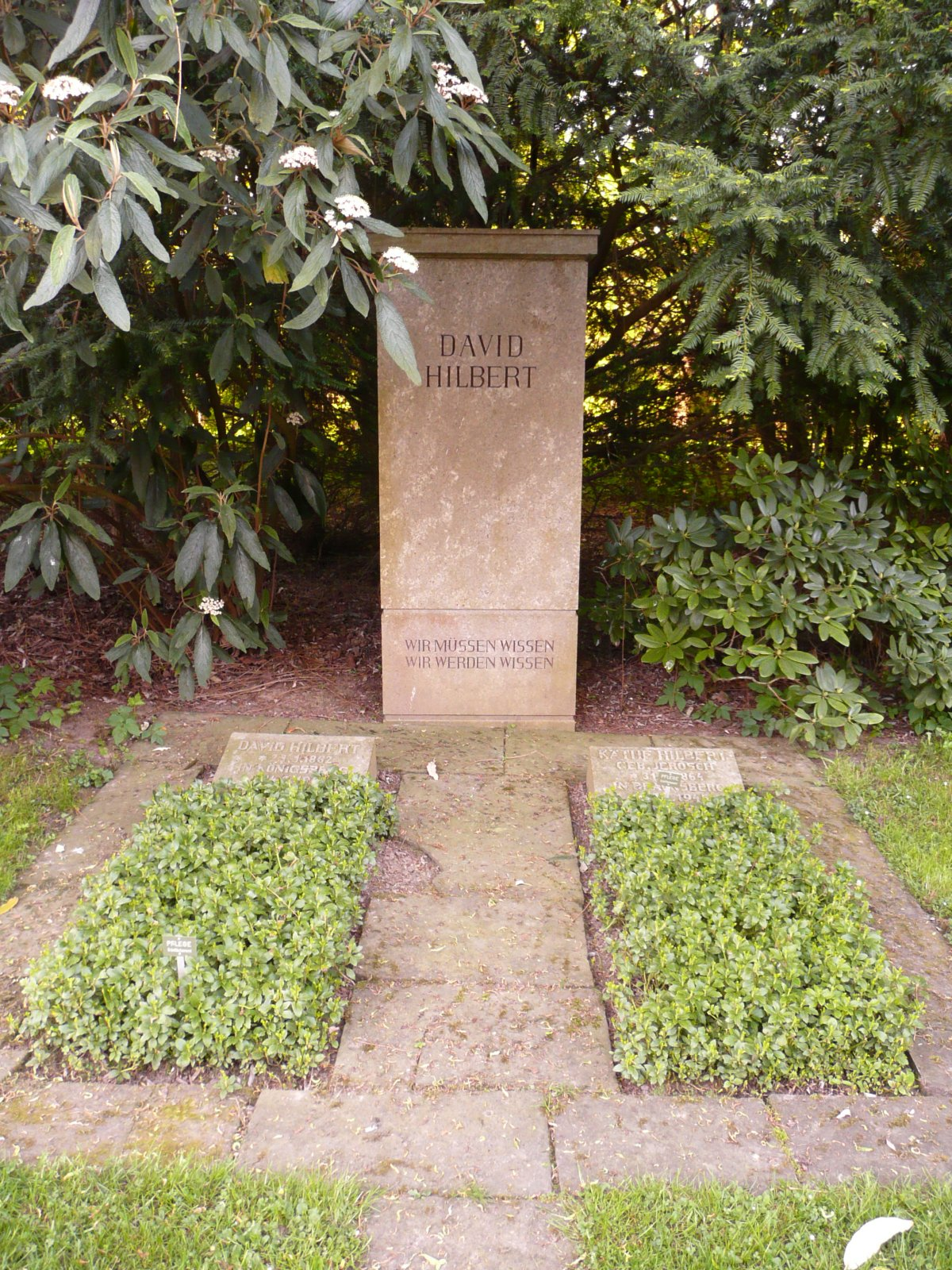
ヒルベルトの墓碑：「我々は知らねばならない、我々は知るであろう」

このように講演を締めくくった後で、ヒルベルトは声を上げて笑ったと伝えられている。この講演を最後の部分を記録した録音が残っていて、最後の部分でヒルベルトの笑い声が確認できる。